# Johann Jacob Bach
Johann Jacob Bach (o Johann Jakob; Eisenach, 11 febbraio 1682 – Stoccolma, 16 aprile 1722) è stato un musicista e compositore tedesco e fratello maggiore di Johann Sebastian Bach.

## Biografia
Si dice sia nato a Eisenach. Dopo aver studiato nella scuola di latino della città, divenne oboista nella banda cittadina. Dopo la morte del padre Johann Ambrosius Bach nel 1695, Johann Jacob e il fratello Johann Sebastian si trasferirono presso la casa del loro fratello maggiore Johann Christoph Bach, organista ad Ohrdruf. Nel 1704, entrò nell'organico della banda militare di re Carlo XII di Svezia. Si dice che Johann Sebastian Bach scrisse Capriccio sopra la lontananza del suo fratello dilettissimo BWV 992 in questa occasione.
Nel 1709 partecipò alla Battaglia di Poltava e durante la permanenza a Costantinopoli, studiò flauto con Pierre-Gabriel Buffardin. Dal 1713 al 1722 fu flautista nella cappella musicale della corte di Stoccolma. Morì senza figli nel 1722 a Stoccolma e venne tumulato lì.
Johann Jacob suonò l'oboe, il flauto e probabilmente il violino. Compose probabilmente la Sonata in Do minore sotto lo pseudonimo di Signor Bach.